# Polygala caudata
Polygala caudata är en jungfrulinsväxtart som beskrevs av Alfred Rehder och E.H. Wilson. Polygala caudata ingår i släktet jungfrulinssläktet, och familjen jungfrulinsväxter. Inga underarter finns listade i Catalogue of Life.